# CKAN

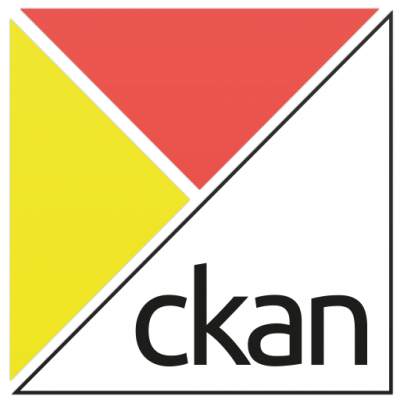

CKAN – system zarządzania danymi nakierowany na specyfikę organizacji publicznych. Pozwala on udostępnienie i prezentację danych w otwarty sposób. Jest to możliwe dzięki wzbogaceniu każdego ze zbiorów danych w metadane. Dzięki temu
CKAN tworzy wartościowe, łatwe do przeszukiwania źródła danych.
CKAN jest rozwijany przez Open Knowledge Foundation i jest udostępniany na licencji wolnego oprogramowania: Affero GNU GPL v3.0.
Część serwerowa CKAN napisana została z wykorzystaniem języka Python, natomiast część kliencka (ang. frontend) w JavaScript z wykorzystaniem frameworku Pylon oraz SQLAlchemy. Jako motor bazy danych wykorzystano PostgreSQL, zaś mechanizm wyszukiwawczy bazuje na Solr. CKAN ma budowę modułową. Daje to możliwość jego rozszerzania o nowe funkcjonalności, które są wprowadzane poprzez mechanizm wtyczek (ang. plugins).
Najbardziej znane instalacje CKAN to portal amerykański Data.gov, portal brytyjski data.gov.uk, portal australijski data.gov.au.